# 無口な女
『無口な女』（むくちなおんな、伊: La Muta、ラ・ムータ）は、盛期ルネサンスのイタリアの巨匠ラファエロ・サンツィオが1505年から1507年頃に制作した肖像画である。油彩。ラファエロの肖像画の中でも最も質の高い作品の1つとされる。女性の固く口を閉じた姿からこの名前で呼ばれている。制作経緯や発注主、描かれた女性については不明であるが、おそらくウルビーノ公爵家に由来する作品と考えられ、一説によるとウルビーノ公爵フェデリーコ・ダ・モンテフェルトロの娘で、ジョヴァンニ・デッラ・ローヴェレと結婚したジョヴァンナ・ダ・モンテフェルトロを描いているとされる。メディチ家のコレクションであったことが知られており、現在はウルビーノのマルケ国立美術館に所蔵されている。1975年にマルケ国立美術館から盗難された3点の絵画作品の1つ。

## 作品
ラファエロは栗毛色の長い髪の女性を描いている。彼女の名前は伝わっていないが、その顔立ちはシャープであり、鑑賞者の側を見つめる視線に強さをたたえている反面、そのたたずまいは女性を取り巻く状況が決して明るくないことを想像させる。女性はレオナルド・ダ・ヴィンチの『モナ・リザ』を思わせるピラミッド型のポーズをとり、4分の3正面の角度で座っており、ラファエロがダ・ヴィンチから強い影響を受けたことを示している。ダ・ヴィンチの影響は両手のポーズからもうかがうことができ、『モナ・リザ』と同様に左手の上に右手を重ね、微妙なバランスを作り出している。女性が着ている服装は当時フィレンツェやウルビーノで流行したガムッラと呼ばれるもので、頭と肩は貴重なシルクのヴェールで縁取られ、首には信仰の深さを表すロザリオが掛けられ、左手には当時の慣習に倣ってハンカチあるいは手袋が握られている。また指には3つの指輪がはめられている。手の描写は本作品の重要な要素の1つである。両手のポーズは手の美しさを表現するとともに、指にはめられた指輪を誇示することにもつながっている。これらの指輪のうち、左手薬指のルビーの指輪は15世紀に流行したタイプのもので、4本の爪で宝石を固定している。これに対して同じく左手人差し指のサファイアの指輪はより後の時代に流行したタイプで、円形の土台に宝石がはめ込まれている。このようにラファエロはポーズや服装、宝飾品によって女性の厳格な社会的ステータスや、社会階層、家庭での役割、あるいはモデルの趣味を表現している。
ラファエロの帰属に関しては1860年のヨハン・ダーフィト・パサヴァンまで遡るが、それ以降はバーナード・ベレンソンをはじめとして多くの研究者がペルジーノに帰属した。またシドニー・ジョセフ・フリードバーグは1961年にジュリアーノ・ブジャルディーニに帰属しており、その見解は1987年にローラ・パグノッティ（Laura Pagnotti）に受け入れられている。しかし現在ではラファエロのフィレンツェ時代の、1505年から1507年頃の作品と一般的に考えられている。この時代のラファエロはレオナルド・ダ・ヴィンチの作品を研究し、自身の作風を構築する転換期であり、本作品は同時期の『マッダレーナ・ドーニの肖像』（Portrait of Maddalena Doni）や『一角獣を抱く貴婦人』（Young Woman with Unicorn）といった肖像画ともにその特徴を明確に示している。
1983年に行われた科学的調査は多くの発見をもたらしたが、その中でも特に重要なのは赤外線リフレクトグラフィーによる調査である。その結果、現在の図像の下に異なる描写が残されていることが判明した。その描写では女性の表情は若く、頭髪も豊かであり、現在の図像ほど固くまとめられてはおらず、服装も襟ぐりがより広く、肩に多くの飾り紐が施されていた。このことから、ラファエロは肖像画を制作した数年後に、女性の容貌や服装をモデルの年齢に合わせてよりふさわしい姿に更新したと考えられる。また科学調査で確認された準備素描の質は高く、ラファエロ本人のものであることは疑いない。

## モデル

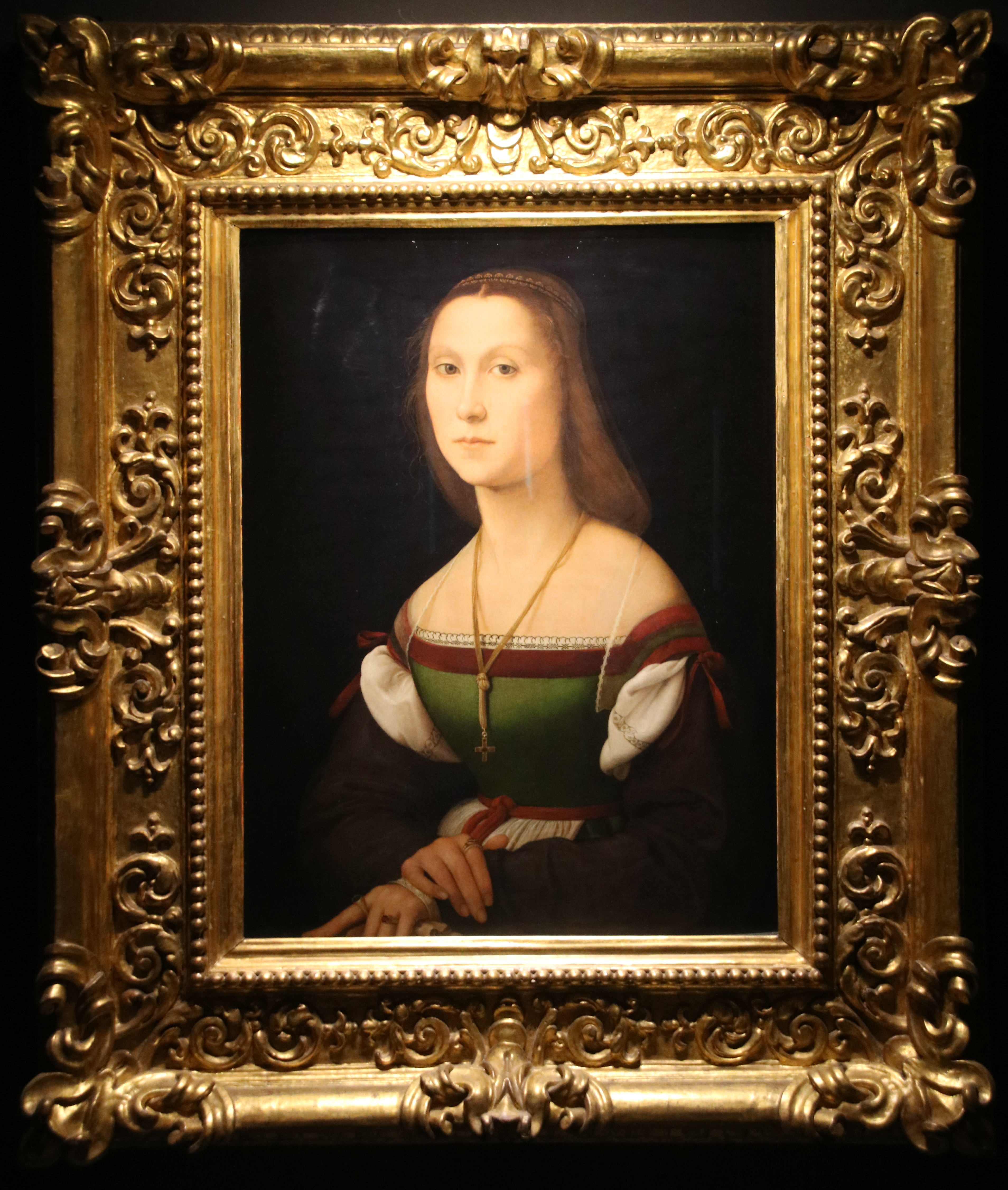
『無口な女』の展示と額縁。

モデルの女性についてはいくつかの説が存在するが、その中でも最も有力視されているのは、ウルビーノ公爵フェデリーコ・ダ・モンテフェルトロの娘ジョヴァンナ・ダ・モンテフェルトロである。彼女はジョヴァンニ・デッラ・ロヴェーレと結婚して、後のウルビーノ公爵フランチェスコ・マリーア1世・デッラ・ローヴェレの母となった。当初、公国は彼女の弟グイドバルド・ダ・モンテフェルトロが継承したが、グイドバルドは後継者に恵まれず、教皇ユリウス2世の意向で彼女の息子フランチェスコ・マリーアを養子とした。ジョヴァンナはウルビーノ宮廷の中心人物の1人であり、またラファエロがフィレンツェに赴く際に紹介状を執筆しており、当時宮廷に出入りしていたラファエロとも関係の深い女性であったことが知られている。
しかしこの説には疑問が残る。その1つにデッラ・ロヴェーレ家の財産目録の中に本作品を明確に確認できないことが挙げられる。財産目録の作成者がウルビーノ公国に存続をもたらした非常に重要な女性の肖像画を認識できなかったとは考えにくい。また肖像画が制作されたとき、ジョヴァンナは40歳を越える年齢で、加えて6回の妊娠の後であり、描写された女性と同一人物と考えるには年齢が高く一致しない。肖像画の科学的調査によって女性の肖像に変更が加えられたことが判明したことで、モデルの女性が夫と死別したことが考えられ、ジョヴァンナである可能性が指摘されたが、彼女の夫ジョヴァンニ・デッラ・ロヴェーレの死去は本作品の制作よりも数年前の1501年であるため、必ずしも制作年代と適合した説ではない。

## 来歴
本作品に関する最古の記録は、1710年のピッティ宮殿におけるトスカーナ大公子フェルディナンド・デ・メディチの目録である。1713年にポッジョ・ア・カイアーノのメディチ家別邸に送られ、1740年から約200年間、ウフィツィ美術館に所蔵された後、1927年にウルビーノのマルケ国立美術館に移された。1912年に設立されたマルケ国立美術館であったが、それまでウルビーノ出身であるラファエロの作品を所蔵しておらず、『無口な女』によって最初のラファエロ作品を所蔵することになった。
1975年2月6日、ラファエロの『無口な女』はピエロ・デラ・フランチェスカの『セニガリアの聖母』（Madonna di Senigallia）および『キリストの鞭打ち』（Flagellation of Christ）とともにマルケ国立美術館より盗まれた。しかし犯人との迅速な偽装交渉と捜査によって、3点の絵画は翌年スイスのロカルノで回収され、マルケ国立美術館に返還された。

## ギャラリー
同時代の肖像画には以下のような作品がある。

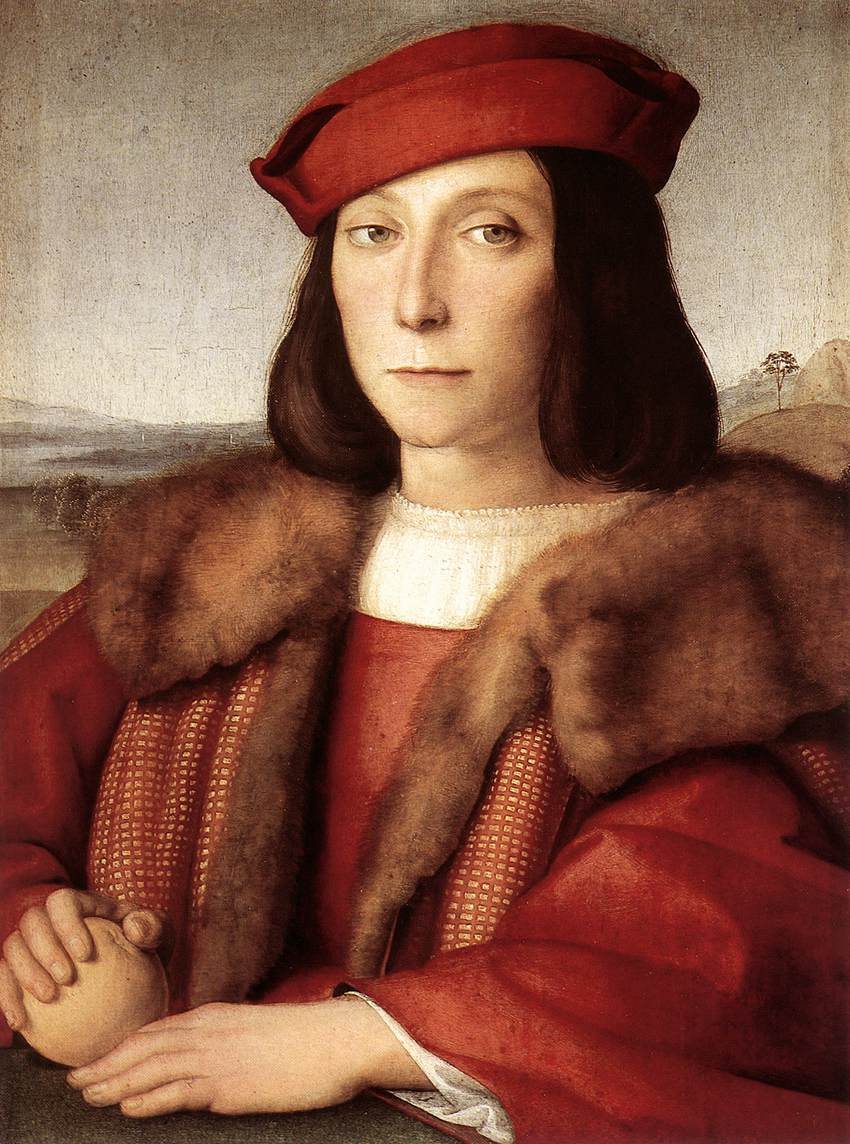
『リンゴを持つ青年』1504年頃 ウフィツィ美術館所蔵
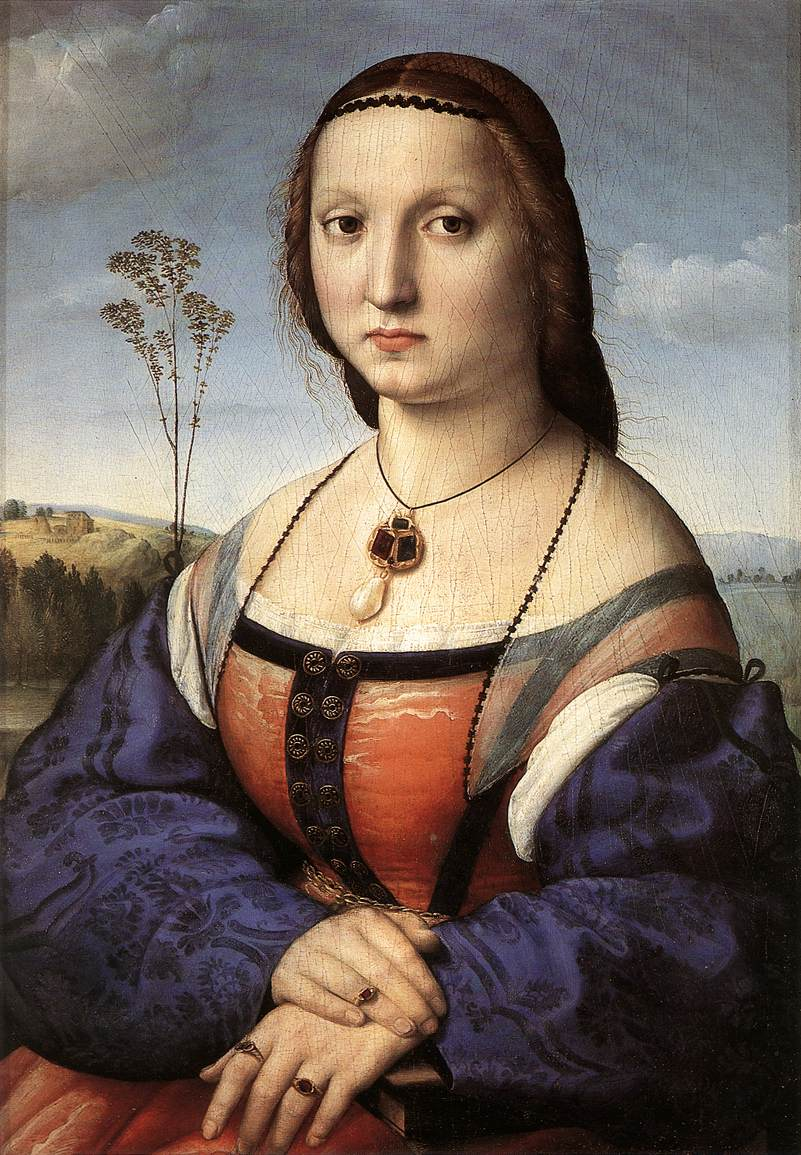
『マッダレーナ・ドーニの肖像』1506年頃 パラティーナ美術館所蔵
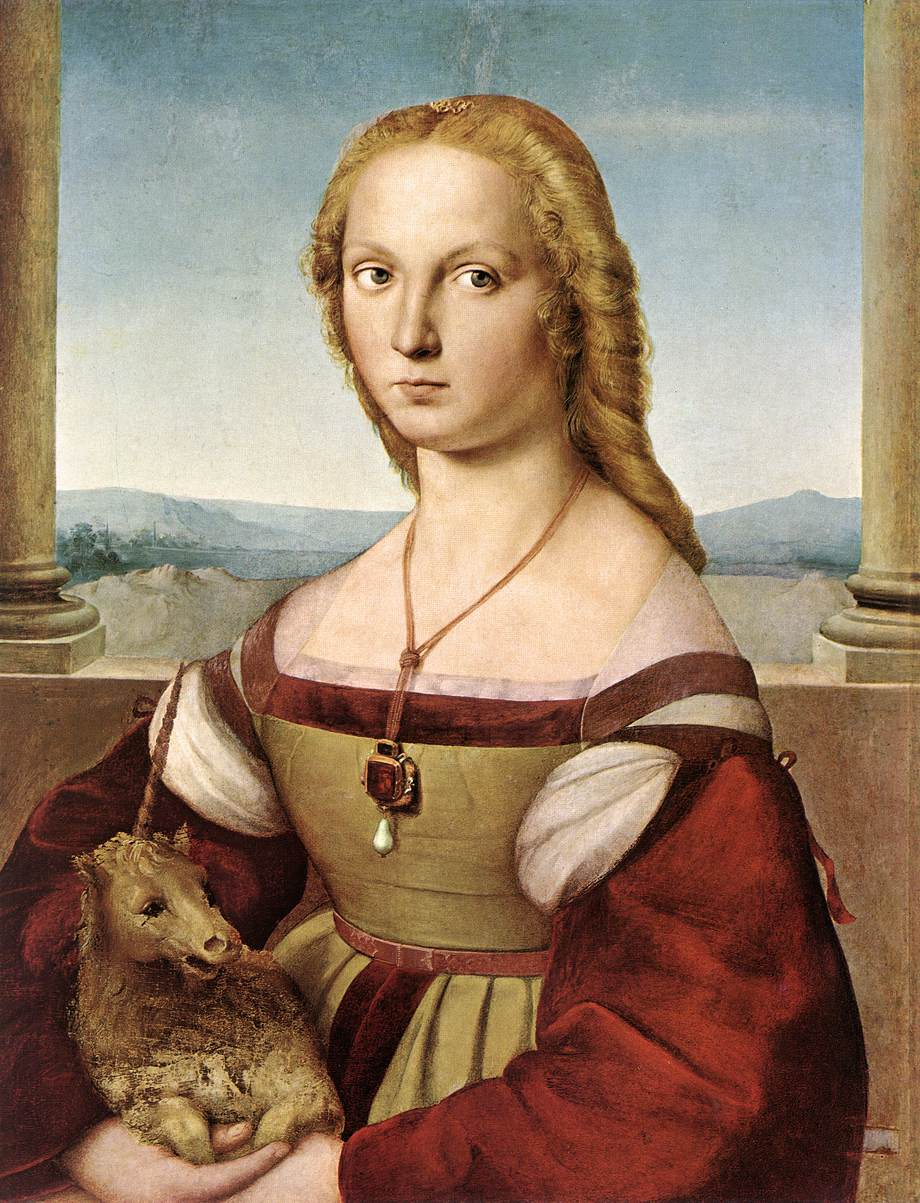
『一角獣を抱く貴婦人』1506年頃 ボルゲーゼ美術館所蔵
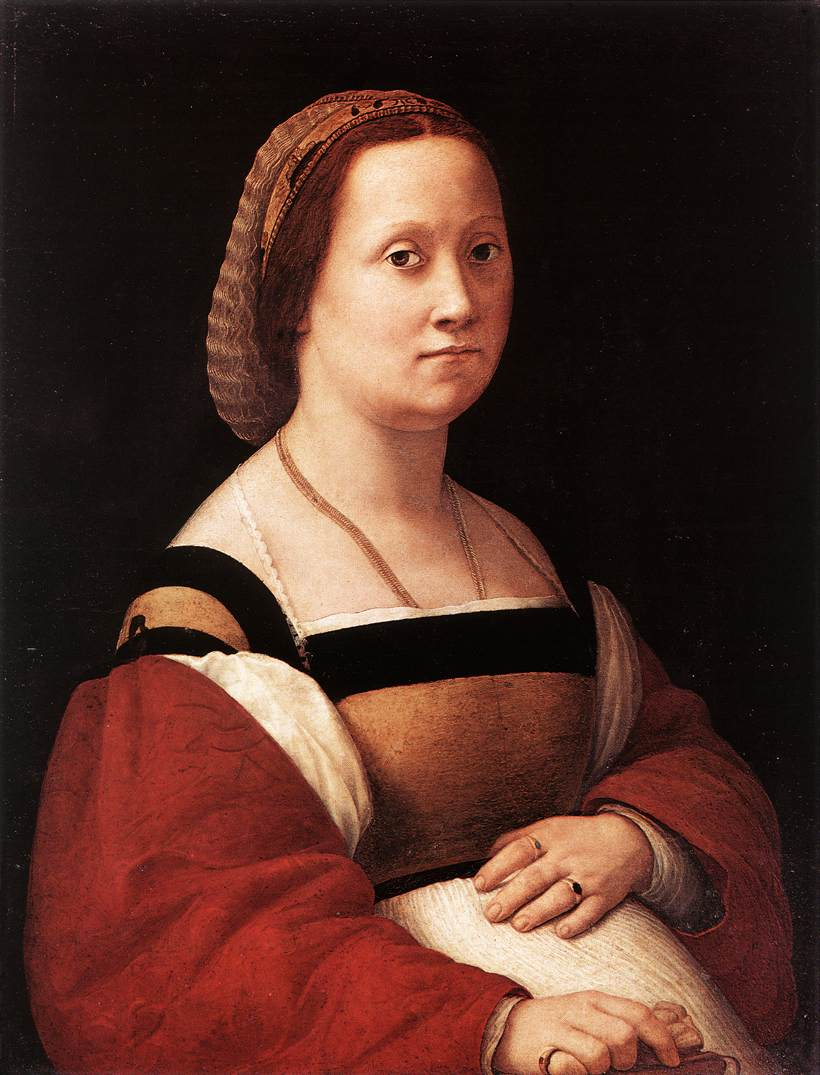
『妊婦の肖像』1505年-1506年頃 パラティーナ美術館所蔵